# Haljala (gemeente)
Haljala (Estisch: Haljala vald) is een gemeente in de Estlandse provincie Lääne-Virumaa. De gemeente telde 4.072 inwoners op 1 januari 2023 en heeft een oppervlakte van 549,09 vierkante kilometer.
In 2017 is de gemeente Vihula opgegaan in Haljala.

## Geografie
De gemeente bestaat uit 72 dorpen en twee wat grotere nederzettingen met de status van alevik (vlek): de hoofdplaats Võsu (tot in 2017 de hoofdplaats van de gemeente Vihula) en Haljala. In Haljala bevinden zich een middeleeuwse kerk en de brouwerij van AS Viru Õlu, die sinds 1975 bestaat.
De dorpen (küla) zijn: Aaspere, Aasu, Aasumetsa, Aaviku, Adaka, Altja, Andi, Annikvere, Auküla, Eisma, Eru, Essu, Haili, Idavere, Ilumäe, Joandu, Kakuvälja, Kandle, Karepa, Kärmu, Karula, Käsmu, Kavastu, Kisuvere, Kiva, Kõldu, Koljaku, Koolimäe, Korjuse, Kosta, Lahe, Lauli, Lihulõpe, Liiguste, Lobi, Metsanurga, Metsiku, Muike, Mustoja, Natturi, Noonu, Oandu, Paasi, Pajuveski, Palmse, Pedassaare, Pehka, Pihlaspea, Põdruse, Rutja, Sagadi, Sakussaare, Salatse, Sauste, Tatruse, Tepelvälja, Tidriku, Tiigi, Toolse, Tõugu, Uusküla, Vainupea, Vanamõisa, Varangu, Vatku, Vergi, Vihula, Vila, Villandi, Võhma, Võle en Võsupere.
Een bekende attractie in de gemeente is het Kasteel Palmse.